# Chinese Box
Pour plus de détails, voir Fiche technique et Distribution.
Chinese Box est un film franco-américano-japonais réalisé par Wayne Wang, sorti en 1997.

## Synopsis
Un journaliste britannique vit, en 1997, les dernière heures de Hong Kong, en même temps que le déclin de sa santé et de ses amours avec une Chinoise. Au moment de quitter cette terre étrangère, acte marquant, pour tout Britannique expatrié, une période révolue, l'annonce par son medecin qu'il est atteint d'une leucémie donne un sens définitif et profond à cette séparation.

## Fiche technique
- Titre français : Chinese Box
- Titre original : Chinese Box
- Réalisation et production : Wayne Wang
- Scénario : Jean-Claude Carrière
- Image :
- Musique :
- Son :
- Montage :
- Pays de production :  États-Unis
- Durée : 109 minutes
- Genre : comédie dramatique
- Format : couleur
- Date de sortie américaine : 1997
- Sortie en France : 19 novembre 1997

## Distribution
- Gong Li ( V.F. :  Françoise Cadol  ) : Viviane
- Jeremy Irons ( V.F. :  Bernard Lanneau  ) : John Spencer
- Maggie Cheung : Jean
- Michael Hui : Chang
- Rubén Blades : Jim
- Jared Harris : William